# Маршаліт
Маршаліт — пилоподібний кварц (гірське борошно, кварцовий меліт, пилоподібний кремнезем) — борошниста маса тонкодисперсного кварцу, зазвичай бездоганно білого кольору.
Маршаліт — наповнювач для декоративних штукатурок, застосовується у ландшафтному дизайні. Найпопулярніше — використання як основної складової при влаштуванні наливних промислових підлог на епоксидній або поліуретановій основі. Цей якісний матеріал застосовується у виробництві цегли (силікатної) та бетону.